# 艾肖爾斯特島
艾肖爾斯特島（英語：Eichorst Island）是南極洲的島嶼，位於昂韋爾島西南岸，處於肖特卡特島和瑟奇岩之間，屬於帕默群島的一部分，現時由南極條約體系管理。